# Azcón

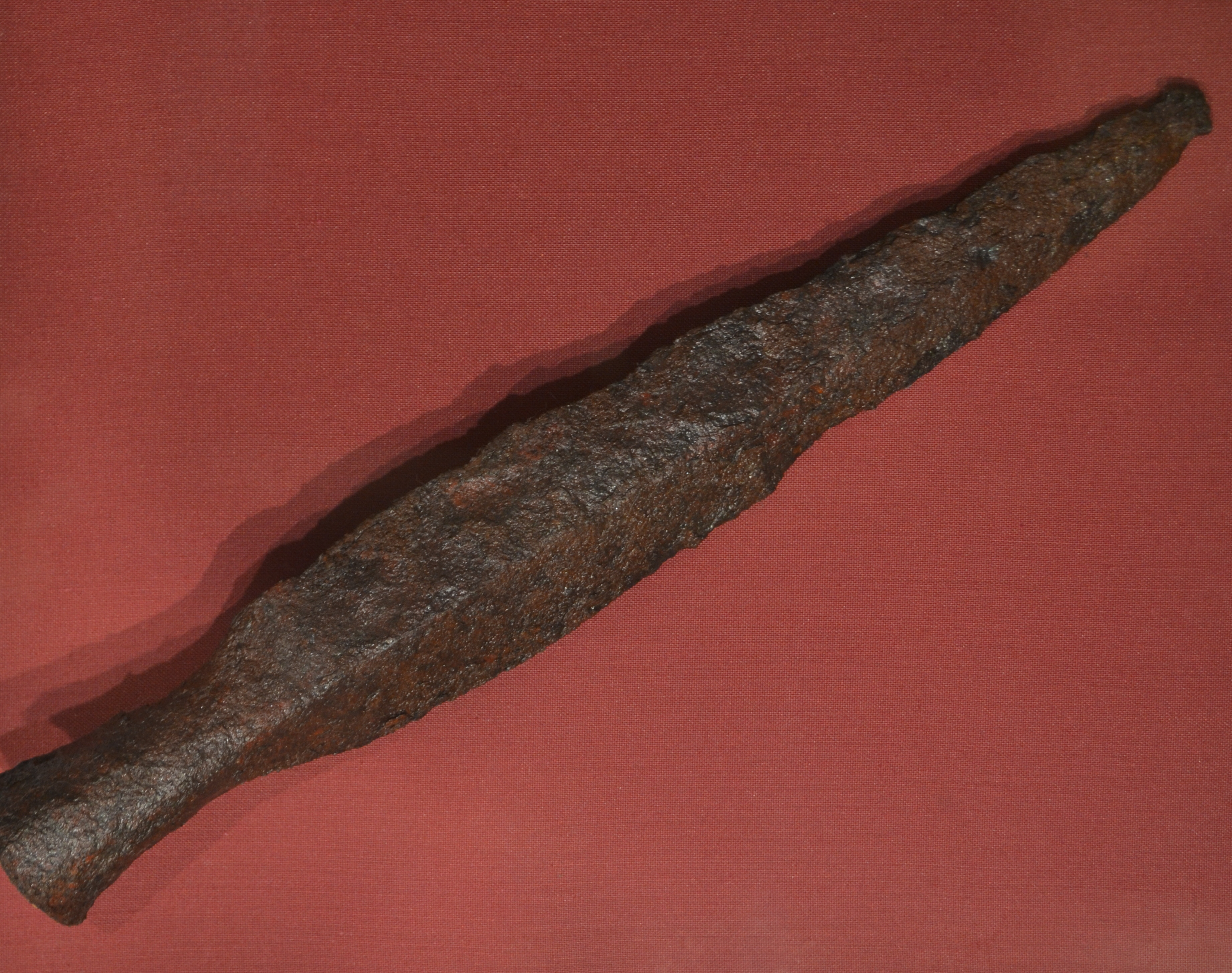
Azcón. Museo Arqueológico Camil Visedo de Alcoy.

El azcón o azcona es un tipo de lanza corta arrojadiza. Fue usada por los almogávares.[cita requerida]
Apareció alrededor del año 1000 a. C. como herramienta de caza.[cita requerida]
Es posible que el origen etimológico del término provenga del vasco azkon, que significa flecha.